# Aloe parva
Aloe parva é uma espécie de liliopsida do gênero Aloe, pertencente à família Asphodelaceae.